# Station Kearsney
Kearsney is een spoorwegstation van National Rail in Kearsney, Dover in Engeland. Het station is eigendom van Network Rail en wordt beheerd door Southeastern. Het station is geopend in 1862.